# Хуан Карлос Зубчук
Хуан Карлос Зубчук (ісп. Juan Carlos Zubczuk, нар. 31 березня 1965 Обера, Аргентина) — аргентинський, пізніше перуанський футболіст українського походження, що виступав на позиції воротаря.

## Життєпис
Хуан Карлос Зубчук (прізвище мами — Міщук) — аргентинський українець, який походить із провінції Місьйонес. 
Розпочав свою футбольну кар'єру в клубі «Расінг» із передмістя аргентинської столиці — Авельянеди, деякий час грав у оренді в клубі «Сан-Лоренсо», пізніше повернувся до «Расинга». Але у клуб після тривалих виступів у Європі за мадридський «Атлетіко» повернувся чемпіон світу в складі аргентинської збірної Убальдо Фільйоль, і молодий воротар втратив місце в основному складі. 
У 1988 році Зубчук прийняв запрошення перуанського клубу «Універсітаріо де Депортес», у якому швидко став гравцем основного складу. За час виступів аргентинського українця команда тричі — у 1990, 1992 і 1993 роках — вигравала перуанські першості. Команда весь час грала в Кубку Лібертадорес, де за ці роки «La U» змагався понад 25 разів. Зубчук настільки успішно захищав ворота «Універсітаріо», що отримав пропозицію прийняти перуанське громадянство, та грати за збірну Перу. Футболіст прийняв цю пропозицію, та був включений до складу команди для участі в Кубку Америки 1993 року. Проте на турнірі Зубчук так і не зіграв жодного матчу, а надалі до збірної не викликався. 
Догравав свою футбольну кар'єру у клубі «Альянса Атлетико», куди довелося піти через розбіжності з уругвайським тренером Серхіо Маркаряном. 
Після завершення спортивної кар'єри Хуан Зубчук разом із сім'єю живе у місті Чимботе, володіє рестораном «El Portyn Gaucho». Періодично колишнього футболіста запрошують як експерта на телебачення, для роботи у місцевій федерації футболу. Деякий час Зубчук тренував воротарів клубу «Університаріо». Уболівальники клубу досі пам'ятають свого колишнього воротаря, і досі його зображення намальоване на банерах та плакатах клубного стадіону.

## Досягнення
- Чемпіон Перу (3): 1990, 1992, 1993